# Thomas Moore
 Ikke at forveksle med Thomas More.
Thomas Moore (født 28. maj 1779 i Dublin, død 26. februar 1852 ved Devizes) var en irsk-engelsk digter.
Han var søn af en fattig katolsk vinhandler i Dublin. Han blev immatrikuleret ved universitet i Dublin. I 1793 knyttede han et intimt venskab med en af den irske frihedsbevægelses ledere Robert Emmet, og skønt han ikke selv tog nogen del i bevægelsen — Emmet synes helt at have holdt ham uden fra sine planer — kunne de to mislykkede opstande 1798 og 1803 og vennens heltemod og martyrdød naturligvis ikke undlade at gøre et stærkt indtryk på ham. 1799 rejste han til London for at fuldende sine juridiske studier og muligvis finde en forlægger for sin oversættelse af Anakreon. Det lykkedes, og Odes of Anacreon udkom 1800 med en dedikation til Prinsregenten, af hvem Irland da ventede sig støtte.
Oversættelsen gjorde lykke, og Moore, der allerede i Dublin havde været velset overalt på grund af sit muntre lune og sine musikalske talenter, blev i de kommende år londonselskabets let forkælede yndling. 1801 udgav han en samling ret ubetydelige digte: Poetical Works of the late Thomas Little, væsentlig af samme lette erotiske art som Anakreons. 1803 skaffede hans formående venner ham et embede på Bermudaøerne; opholdet der passede ham dog ikke, og til sin senere ulykke fik han lov til at lade det bestyre af en vikar. Efter sin tilbagekomst udgav han 1806 Odes and Epistles, der blev skarpt kritiseret af Jeffrey i "Edinburgh Review".
Moores keltiske blod reagerede så heftigt, at det nær var kommet til duel, og da Byron i "English Bords and Scotch Renewers" gjorde spottende bemærkninger herover, fremkaldte det en udfordring fra Moore. Der blev dog heller ikke noget af denne duel; striden endte med et livsvarigt venskab mellem de to digtere. Allerede 1797 havde en forlægger i Dublin anmodet Moore om at sætte ord til en samling gamle irske melodier. Moore påtog sig arbejdet, og resultatet blev Irish Melodies, der udkom i hæfter fra 1807 til 34. Det er Moores betydeligste værk, vel det eneste, der endnu har virkeligt liv. Det er ikke, som det ved første øjekast synes, egentlig erotiske digte; at de har fået denne form, skyldtes dels Moores egen natur, dels de melodier, hvortil de skulde synges. Den elskede er Irland selv, elskeren, frihedshelten Robert Emmet eller lord Edward Fitzgerald.
Som et slags sidestykke til Irish Melodies fulgte 1818 første hæfte af National Airs (6. og sidste hæfte udkom 1827), der dog langtfra når forbilledet, og endnu svagere er en samling religiøse digte Sacred Songs, der udkom 1816. Allerede tidligere havde Moore forsøgt sig i satiren, men først i The Twopenny Post Bag (1813) — hvori han blandt andet ubarmhjertigt hudfletter prinsregenten — fandt han den form, der passer for hans lette spillende vid. Til samme genre hører The Fudge Family in Paris (1818) og Fables for the Holy Alliance (1823). The Fudge Family skrev Moore i Paris, hvor han var flygtet hen for at undgå fængsling. Hans vikar i Bermudasembedet havde nemlig bortsvindlet ca. 6000 £, som Moore var ansvarlig for og ikke var i stand til at betale.
Vel under indtrykket af den folkeyndest Byrons orientalske digte nød, udgav Moore 1817 sin Lalla Rookh, an oriental Tale, som hans forlægger honorerede med 3000 £. Med den nåede han sin berømmelses højde og ansås af mange for Englands betydeligste lyriker; men blev han overvurderet den gang, er han nu til gengæld vurderet under fortjeneste. Han har i Irish Melodies skrevet digte af en cantabil
skønhed, der ikke indtil da var nået af nogen anden engelsksproged digter — Burns undtaget —, og som metrisk fornyer har hans indflydelse været betydelig. Foruden de allerede nævnte værker har Moore forfattet en række prosaarbejder, der mest handler om irske emner og personer: den ret mislykkede History of Ireland (1839—46) samt Life of Sheridan (1825) og Life of Lord Edward
Fitzgerald (1831).
1819 havde Byron foræret Moore første del af sine memoirer — resten fulgte 1821 — for at Moore ved forskud fra en forlægger kunde skaffe sig penge. Manuskriptet blev med Byrons tilladelse solgt til Murray, men efter Byrons død formåede hans slægt og venner Moore til at brænde det. Som erstatning påtog Moore sig så at udarbejde en levnedsskildring Letters and Journals of Lord Byron with Notices of his Life; den udkom 1830 og er stadig, trods sine mangler, hovedkilden til vor viden om lord Byron. Moores forskellige værker er udgivet mange gange han besørgede selv en samlet udgave af Poetical Works (10 bind, London 1840—43), Poetical Works edited by William Michael Rossetti (1872 og 1880); Poetical Works edited by Godley (Oxford 1910). Lord John Russell udgav: Memoirs, Journal and Correspondence of Thomas Moore (8 bind, London 1853—56).

## Lys fra svundne dage
Oversat af Niels Søndergaard efter The Light over Other Days:
Tit i den tavse nat
jeg tænker glad tilbage,
og stuen fyldes brat
af lys fra svundne dage.
Vi lo og led
af kærlighed
og sprang omkring som hjorte.
Men ingen ven
har jeg igen,
de er til hobe borte!
Når jeg nu mindes alt
de venner som jeg havde,
og véd de alle faldt
som efterårets blade,
er det som om
jeg ser en tom
og øde gildestue,
hvor der var fest,
men ingen gæst
er længere at skue.
Så i den tavse nat
jeg tænker trist tilbage,
og stuen fyldes brat
af lys fra svundne dage.